# Lai Chi Hung
Lai Chi Hung (* 19. November 1971) ist ein Bogenschütze aus Hongkong.
Lai, 1,74 m groß und 60 kg schwer, nahm an den Olympischen Spielen 1988 in Seoul teil, wo er den 79. Platz belegte.